# تومي بوتير
تومي بوتير (بالإنجليزية: Tommy Potter)‏ هو عازف جاز أمريكي، ولد في 21 سبتمبر 1918 في فيلادلفيا في الولايات المتحدة، وتوفي بنفس المكان في 1 مارس 1988.

## وصلات خارجية
- تومي بوتير على موقع ميوزك برينز (الإنجليزية)
- تومي بوتير على موقع أول ميوزيك (الإنجليزية)
- تومي بوتير على موقع ديسكوغز (الإنجليزية)